# Pelargonium aestivale
Pelargonium aestivale gehört zur Gattung Pelargonium innerhalb der Familie der Storchschnabelgewächse (Geraniaceae).

## Beschreibung

### Vegetative Merkmale
Die Art wächst als Geophyt und wird 12 bis 20 Zentimeter hoch. Die einfachen oder dreiteiligen Blätter sind niederliegend. Die Spreite ist zurückgerollt und der Blattrand ganzrandig bis gesägt ausgebildet. 

### Generative Merkmale
Der Blütenstand ist in 2 bis 4 Teilblütenstände verzweigt. Diese tragen jeweils 3 bis 8, manchmal auch bis 11, cremefarbene bis gelbe Einzelblüten. Der Blütenbecher ist sehr lang. Durch die genagelten Kronblätter wird eine Scheide gebildet. Von den fünf Kronblättern sind die oberen zwei in einem Nagel ausgezogen und spatelig und besitzen eine weinrote, federartige Markierung. Die drei unteren sind spatelig ausgebildet. Es sind fünf, kurze und fertile Staubblätter vorhanden. Der Pollen ist orange gefärbt. Die Narbe ist weinrot.

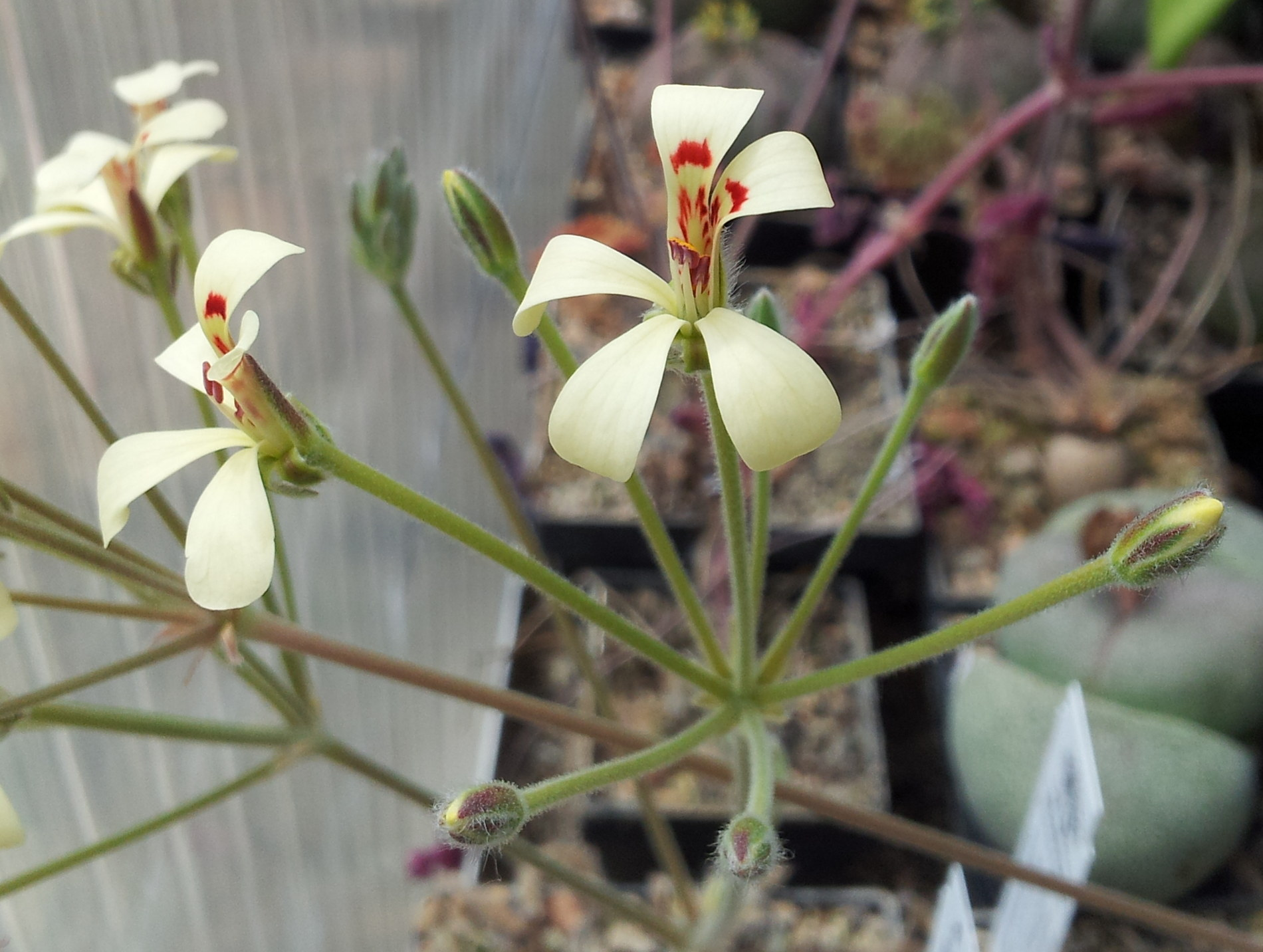
Blüten
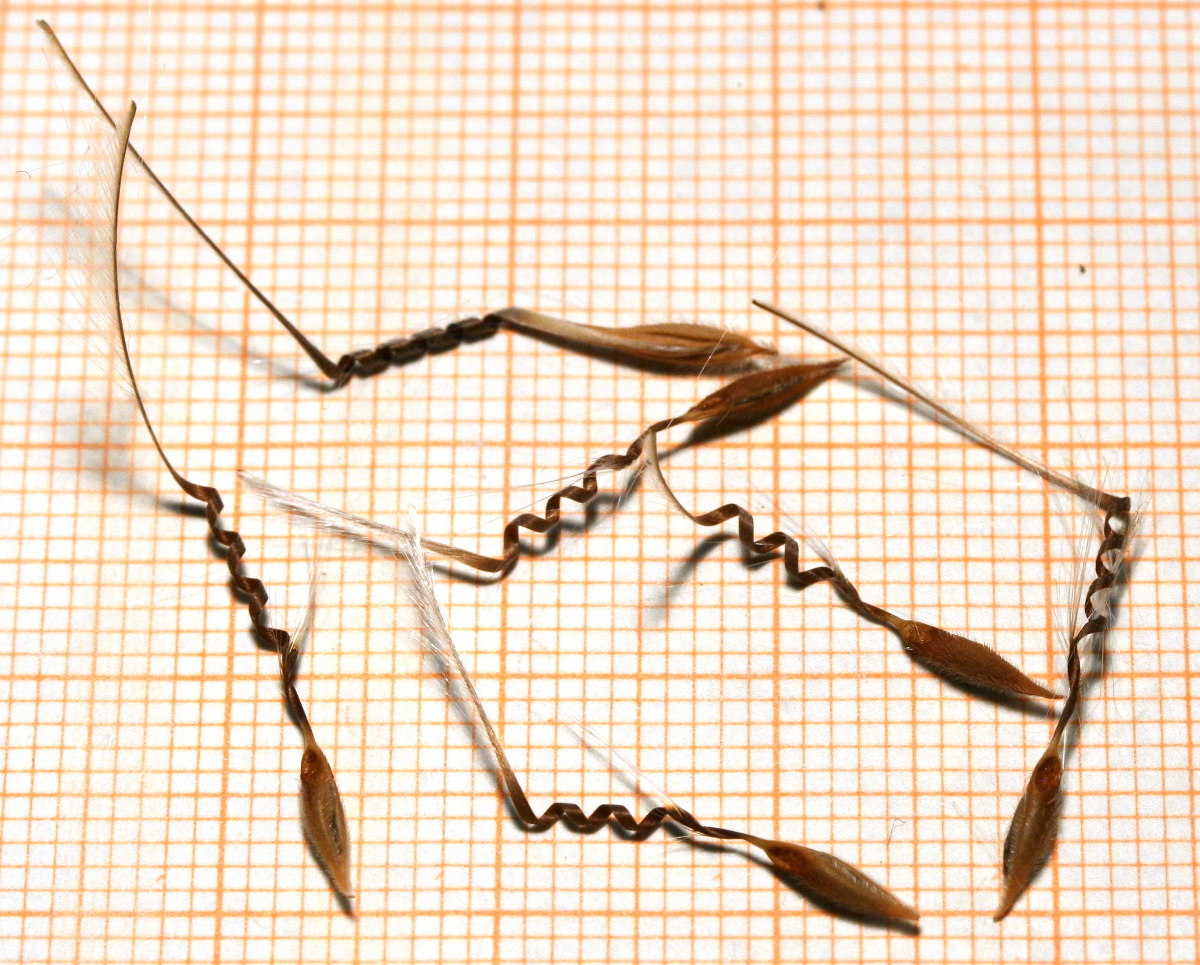
Samen

### Chromosomenzahl
Die Chromosomenzahl beträgt 2n = 18.

## Vorkommen
Pelargonium aestivale kommt aus den südafrikanischen Provinzen Ostkap und Westkap.

## Taxonomie
Die Erstbeschreibung der Art erfolgte 1995 durch Elizabeth M. Marais.
Laut Marais bildet diese Art zusammen mit Pelargonium aristatum, Pelargonium fissifolium und Pelargonium petroselinifolium eine morphologische Gruppe.
Sie gehört zur Sektion Hoarea (Sweet) DC. Sie wird in der Roten Liste der gefährdeten Pflanzenarten Südafrikas als „Least Concern“ = „nicht gefährdet“ bewertet.

## Nachweise